# Segesta
Segesta (gr. Σέγεστα Ségesta, Ἐγεστα Égesta lub Αἴγεστα Aígesta) – miejscowość w północno-zachodniej części Sycylii, w prowincji Trapani.

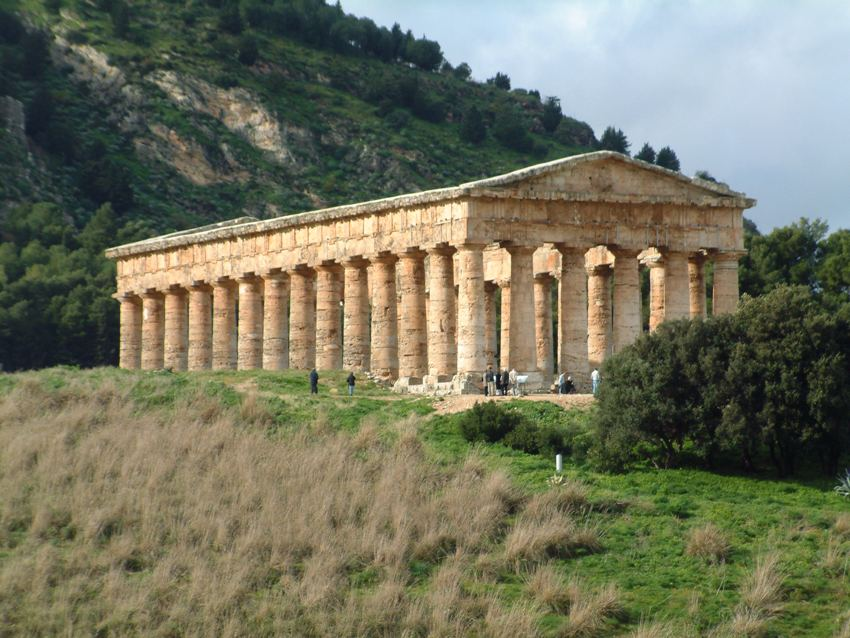
Świątynia w Segeście

Starożytne miasto Segesta założone zostało i zamieszkane było przez lud Elymów. Niezależne politycznie, walczyło z miastami greckimi, głównie z Selinuntem i Syrakuzami. W 307 p.n.e. zostało spustoszone przez syrakuzańskiego tyrana Agatoklesa, a w 241 p.n.e. zdobyte przez Rzymian.
Ze starożytnych zabytków Segesty do czasów współczesnych zachowały się: nieukończona wielka świątynia oraz teatr.
Świątynia stoi wśród gór. Pochodzi z około 430 p.n.e. Była budowana na planie doryckiego peripterosu (6 × 14 kolumn) o wymiarach 23,25 × 57,50 m.
Teatr zbudowano około 230 p.n.e. Częściowo wbudowany jest w zbocze, a częściowo podtrzymuje go mur. Widownia ma średnicę 60 m.
W pobliżu miasta znajdowały się źródła mineralne.